# Qatargas
Qatargas (arabisch قطرغاز, DMG Qaṭarġāz) wurde 1984 gegründet und ist der weltgrößte Flüssiggasproduzent. Jährlich fördert und vertreibt die Firma 77 Millionen Tonnen Flüssiggas mittels seiner 14 Gasverflüssigungsanlagen. Neben Erdgas vertreibt das Unternehmen ebenso Helium.
Der Unternehmenssitz befindet sich in der katarischen Hauptstadt Doha.

## Geschichte
Im Jahr 1971 wurde das sogenannte nördliche Gasfeld im Persischen Golf entdeckt. Qatargas wurde 1984 als Joint Venture zwischen ExxonMobil und weiteren Geschäftspartnern gegründet. In den darauffolgenden Jahren wurde das nördliche Gasfeld im Persischen Golf erschlossen und ausgebeutet. Das jährliche Abbauziel lag bei 3,3 Millionen Tonnen.
In den Jahren 1992 und 1994 wurden Lieferverträge mit acht japanischen Kunden geschlossen. Der größte Abnehmer war Chubu Electric mit einem jährlichen Kaufvolumen von 4 Millionen Tonnen Flüssiggas, der Verkauf von weiteren 6 Mio. Tonnen Gas pro Jahr verteilte sich auf die sieben weiteren Kunden. Die Verträge laufen für die nächsten 25 Jahre ab Lieferbeginn.
Zur Operationalisierung dieser Verträge gründete sich unter Beteiligung von Qatargas die Ras Laffan Liquified Natural Gas Company im Jahr 1993. Sie betreibt die Raffinerien zur Weiterverarbeitung der Erdgas- und Erdölprodukte.
Weitere Lieferverträge wurden 1995 mit KOGAS (Korea Gas Corporation) geschlossen, um jährlich weitere 2,4 Millionen Tonnen Flüssiggas zu liefern.
Nach der Indienststellung des ersten Tankschiffs für Erdgas, der Al Zubara, im Jahr 1996 begann in der Gasverflüssigungsanlage Qatargas 1 die Produktion von Flüssiggas und die erste Ladung konnte nach Japan verschifft werden.
Im Folgejahr begann der Gasexport an Enagas in Spanien und Sheich Hamad Bin Khalifa Al-Thani, weihte die Anlage Qatargas ein.
Die Lieferverträge mit den japanischen Kunden konnten im Jahr 2000 das erste Mal erfüllt werden. Zeitgleich begann die Verflüssigungsanlage in Ras Laffan 2 ihre Produktion.
Ab 2002 stiegen Qatar Petroleum und Exxon Mobil beim Betrieb von zwei weiteren Verfüssigungsanlagen im Projekt Qatargas 2 ein.
Im Jahr 2003 wurden mit Exxon Mobil Lieferverträge für 15,6 Millionen metrische Tonnen pro Jahr für die USA abgeschlossen.
Nicht nur mit der Einweihung der Gasverflüssigungsanlage RasGas 4, der Errichtung der Anlagen RasGas 6 und 7 und der Produktion des Ersten Heliums im Ras Laffan Helium Projekt war 2005 überaus ereignisreich. Auch die Anlage Ras Laffan 4 erzeugte erstes Flüssiggas, es wurden Verträge zum Export von Gas nach Taiwan geschlossen und die tausendste Ladung Gas konnte im Hafen von Ras Laffan verladen werden.
In den Folgejahren wurden die Kapazitäten zur Erdgasverflüssigung weiter ausgebaut und weitere Anlagen errichtet.
Die ersten Gaslieferungen von Qatargas erreichten 2010 Brasilien, Dubai und Frankreich. Die Firma schloss mit Repsol einen Vertrag zur Lieferung von Flüssiggas nach Kanada ab.
Kooperationen mit der Volksrepublik China, Thailand, Malaysia, Singapur, Pakistan und Jordanien sowie der weitere Ausbau der Produktions-, Verflüssigungs- und Transportinfrastruktur kennzeichneten die nächsten Jahre.